# Mucronella albidula
Mucronella albidula är en svampart som först beskrevs av Corner, och fick sitt nu gällande namn av Berthier 1985. Mucronella albidula ingår i släktet Mucronella och familjen fingersvampar.   Inga underarter finns listade i Catalogue of Life.